# 17 mars dans les chemins de fer
17 février 17 avril
Chronologies thématiques
- Croisades
- Sports
- Disney

Cette page concerne les événements qui se sont déroulés un 17 mars dans les chemins de fer.

## Événements

### XIXesiècle
- 1862. France : ouverture de la section Saint-Jean-de-Maurienne - Saint-Michel-de-Maurienne sur la ligne de la Maurienne.
- 1891. Russie : décret de construction du Transsibérien.